# Паранормальный любовный роман

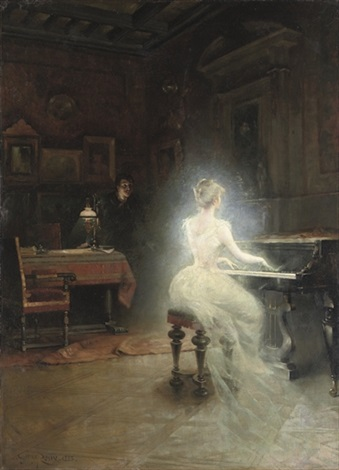
Жорж Ру - Призрак, 1885.

Паранормальный любовный роман — поджанр любовного романа и спекулятивной беллетристики. Паранормальный любовный роман фокусируется на романтической любви и включает в себя элементы, выходящие за рамки научного объяснения, смешивая темы из жанров спекулятивной беллетристики, фэнтези, научной фантастики и ужасов. Паранормальные любовные романы могут варьироваться от традиционных категорий любовных романов, таких как романы, опубликованные Harlequin Mills & Boon, с паранормальными явлениями, до историй, в которых основное внимание уделяется научно-фантастическому или фэнтезийному сюжету с включенным романтическим сюжетом. Общими отличительными чертами являются романтические отношения между людьми и вампирами, призраками и другими сущностями фантастической или потусторонней природы.
Помимо наиболее распространённых тем, связанных с вампирами, оборотнями, призраками или путешествиями во времени, паранормальные романы также могут включать книги с участием персонажей со способностями,  как телекинез или телепатия. Паранормальный любовный роман уходит своими корнями в готическую литературу. Его последнее возрождение было вызвано развитием технологий XXI века, например, интернетом и электронными публикациями. Паранормальные любовные романы — одно из самых быстрорастущих направлений в жанре романтики.
Примерами авторов, специализирующихся в этом жанре, являются Дэни Харпер, Налини Сингх, Джессика Бёрд, Кресли Коул, Кристин Фихан, Келли Армстронг, и Стефани Мейер, автор серии «Сумерки». Согласно статистике 2013 года, проведённой фэнтезийным издательством Tor Books, среди авторов городского фэнтези или паранормального романа 57 % составляют женщины и 43 % — мужчины, в то время как мужчин больше, чем женщин примерно на два к одному в написании исторического, эпического (высокого) фэнтези.

## Описание и поджанры
Паранормальный любовный роман сочетает в себе настоящее с фэнтезийным или научно-фантастическим. Фэнтезийные элементы могут быть вплетены в альтернативную версию известного мира в городском фэнтези с участием вампиров, демонов и/или оборотней, или они могут быть более «нормальными» проявлениями паранормальных явлений — людей с суперспособностями, ведьм или призраков. Путешествия во времени, футуристические и космические романы также попадают под поджанр.
Эти романы часто сочетают элементы других поджанров, включая неизвестность и мистику, с их фантастическими темами. Несколько паранормальных явлений разворачиваются исключительно в прошлом и структурированы так же, как и любой исторический любовный роман. Другие разворачиваются в будущем, иногда в разных мирах. Третьи имеют элемент путешествия во времени, когда герой или героиня путешествуют в прошлое или будущее. В период с 2002 по 2004 год количество паранормальных романов, опубликованных в Соединенных Штатах, удвоилось до 170 в год. Популярное название в жанре может быть продано тиражом более 500 000 копий.
Как и в поджанре фэнтези, известном как городское фэнтези, многие паранормальные любовные романы опираются на смесь современной жизни с существованием сверхъестественных или магических существ, человекоподобных или других; иногда более крупная культура осознает магию посреди неё, иногда нет. Некоторые паранормальные романы сосредоточены не столько на специфике своих альтернативных миров, сколько на научно-фантастических или фэнтезийных чертах. Другие тщательно развивают альтернативную реальность, сочетая хорошо спланированные магические системы и нечеловеческие культуры с современной реальностью.
Первый футуристический любовный роман, продаваемый основным издателем романов, Sweet Starfire Джейн Энн Кренц, был опубликован в 1986 году и был «классическим романом о путешествии», действие которого только что произошло в отдельной галактике. Этот жанр стал гораздо более популярным с 2000 года. Кренц объясняет популярность этого поджанра тем фактом, что романы «в основе своей являются классическими историческими романами, действие которых происходит в других мирах».
Любовные романы о путешествиях во времени — это версия классической истории «рыба без воды». В большинстве случаев героиня из наших дней отправляется в прошлое, чтобы встретиться с героем (например, манга и аниме-сериал InuYasha). В меньшей части этих романов герой, который живёт в прошлом, устремляется в будущее, чтобы встретиться с героиней. Успешный любовный роман о путешествии во времени должен заставить персонажей логически реагировать на свой опыт и исследовать некоторые различия, как физические, так и психические между миром, в котором обычно живёт персонаж, и миром, в котором они оказались. Некоторые писатели предпочитают заканчивать свои романы главными героями, оказавшимися в ловушке в разные периоды времени и неспособными быть вместе — к неудовольствию многих читателей жанра.

## P.E.A.R.L
P.E.A.R.L. (Награда за выдающиеся достижения в области романтической литературы) была наградой за выбор читателей. До 2008 года она ежегодно представлялась паранормальным любовным романам. Они назвали лучшим годом в десяти категориях, связанных с паранормальным любовным романом и романтической научной фантастикой.
Авторы, получившие награды P.E.A.R.L.: Кресли Коул, Кристин Фихан, Джейн Энн Кренц, Нора Робертс и Линнея Синклер.